# Farr
Farr är en by i Sutherland, Highland, Skottland. Byn är belägen 2 km 
från Bettyhill. Orten har 385 invånare (2011).